# Institut agronomique et vétérinaire Hassan-II
Pour les articles homonymes, voir IAV.
L’Institut agronomique et vétérinaire Hassan-II (en arabe : معهد الحسن الثاني للزراعة والبيطرة), abrégé en IAV Hassan-II voire IAV, est une école d'ingénieurs et de médecins vétérinaires marocaine située à Rabat et créée en 1966 .
L'école est chargée d'assurer la formation d'ingénieurs dans le domaine des sciences de la nature et de l'animal et de médecins vétérinaires.

## Chronologie
- 1963 : discours du Trône de Feu S.M. le roi Hassan II annonçant la création de l'Institut ;
- 1966 : admission de la première promotion d'agronomie ;
- 1970 : admission de la première promotion de vétérinaires et des autres filières ;
- 1971 : création de l'année préparatoire aux études supérieures en agriculture (APESA) ;
- 1972 : première promotion d'agronomes ;
- 1975 : doublement des effectifs (600 en APESA). Première promotion de vétérinaires ;
- 1979 : démarrage du troisième cycle en sciences du milieu ;
- 1980 : démarrage de la formation en horticulture, phytiatrie, espaces verts et halieutique au campus d'Agadir et de machinisme agricole à Rabat ;
- 1981 : promotion d'ingénieurs d'État ayant complété toute leur formation à l'IAV ;
- 1982 : soutenance, devant un jury international, de la première thèse de doctorat en sciences agronomiques à l'Institut (e.you)
- 1985 : citation de l'Institut dans le discours royal de la Fête de la jeunesse ;
- 2004 : démarrage du nouveau cursus de formation ingénieur bac+5 dans le cadre de la réforme introduite par la loi 01-00 ;
- 2009 : accréditation du Centre des études doctorales (CEDoc -IAV) et de quatre formations doctorales : sciences agronomiques et agroalimentaires, sciences économiques et sociales appliquées à l'agriculture, sciences vétérinaires, sciences de l'ingénieur
- 2010 : nouvel organigramme portant organisation de l’IAV Hassan-II sur la base de la loi 01-00.
- 2023: l’inauguration du 3ème Congrès africain sur l’agriculture de conservation (3ACCA) à l’initiative du ministère de l’Agriculture de la Pêche Maritime, du Développement Rural et des Eaux et Forêts mohammed sadiki.

## Mission
Créé en 1966, l’Institut agronomique et vétérinaire Hassan-II (IAV Hassan-II) est un établissement supérieur de formation et de recherche.
Considéré comme établissement chef de file dans les sciences de la nature, il assure trois missions fondamentales intégrées : formation, recherche et développement. Depuis sa création, il a évolué sur le plan institutionnel et a su élargir son rayonnement national, régional et international. Devenu centre polytechnique d’expertise multidisciplinaire, il assure la formation initiale et la formation continue des spécialistes en sciences et technologies du vivant et de la Terre (ingénieurs, vétérinaires, etc.) pour répondre aux besoins en cadres de haut niveau.

## Formation
L'IAV Hassan-II comprend actuellement six filières de formation et plusieurs options :
Agronomie
- Ingénierie de Développement Économique et Social (IDES) qui est devenu en nouvelle accréditation Agro-économie (AE),
- Ingénierie Data Science en Agriculture (IDSA),
- Ingénierie des Productions Animales (IPA),
- Management des Productions Végétales et Environnement (MPVE),
- Génétique et Production des Semences et Plants(GPSP),
- Management des Ressources en Sols et en Eaux (MRSE),
- Écologie et management des écosystèmes naturels (EMEN) qui est devenu en nouvelle accréditation « Management des écosystèmes pastoraux et aménagement forestier (MEPAF) »;

Génie rural :
- Infrastructures, Eau et Environnement ,
- Énergie et Agroéquipements,

Industries Agroalimentaires (IAA) ;
Sciences Géomatiques et ingénierie topographique ;
Ingénierie Halieutique et Aquaculture (IHA) ;
Médecine vétérinaire.

## Accès et études
L'accès à l'IAV se fait après passage par l'APESA : l’année préparatoire aux études supérieures en agronomie. Les étudiants sont d’abord sélectionnés premièrement sur la base de leurs dossiers. Un baccalauréat avec mention est obligatoire (modalités d'accès à l'IAV par les bacheliers). Le nombre d'admis ne dépasse pas cinq cents chaque année. Toutefois, le taux de réussite est de 70 % à 80 % à l'APESA.
Les études à l'IAV se font en trois cycles. Un nouveau système vient d'être adopté ramenant les études à cinq ans au total au lieu de six (exception faite de la formation vétérinaire qui se fait toujours en six ans) dans un esprit de concordance avec les changements européens (accords de Bologne) dans les systèmes des études universitaires.
Le corps enseignant est formé de 335 professeurs-chercheurs (deux cents docteurs d'État) dans leur grande majorité marocains (99 %). Ils assurent l'encadrement et la recherche dans soixante-dix disciplines différentes.

## Débouchés
Les lauréats de l'IAV ne se concentrent pas dans un seul domaine malgré leur vocation agronomique. Ils forment l'ossature de plusieurs établissements publics ou privés dans plusieurs domaines. Les différents ministères marocains (agriculture, pêches, industrie, commerce, finances, intérieur, etc.). Les grandes sociétés privées nationales ou multinationales (Groupe ONA, Groupe BMCE, CNCA, Maroc Telecom, Attijariwafa bank, Les Domaines, Anapec, , etc.). Ils sont aussi implantés comme chercheurs dans plusieurs universités prestigieuses internationales avec une concentration en France et au Canada ou aux États-Unis.
Aussi, beaucoup ont choisi de monter leurs propres projets qui vont des cabinets de topographes aux autres cabinets de conseils, écoles privées d'enseignement technique, exploitations agricoles, cabinets vétérinaires, , etc.